# تاکامیچی سکی
تاکامیچی سکی (انگلیسی: Takamichi Seki؛ زادهٔ ۱۶ ژانویهٔ ۱۹۸۱) بازیکن فوتبال اهل ژاپن است.
از باشگاه‌هایی که در آن بازی کرده‌است می‌توان به باشگاه فوتبال کونسادول ساپورو اشاره کرد.